# Ingibjörg Sólrún Gísladóttir
Ingibjörg Sólrún Gísladóttir (transcrit en Ingibjörg Solrun Gisladottir), née le 31 décembre 1954 à Reykjavik, est une femme politique islandaise. Elle est maire de Reykjavik de 1994 à 2003, dirigeante du parti l'Alliance de 2005 à 2009 et ministre des Affaires étrangères du 24 mai 2007 au 1er février 2009.

## Biographie

### Formation
Diplômée en histoire et littérature de l'université d'Islande en 1979, elle se rend au Danemark comme étudiante invitée à l'université de Copenhague. Elle parle anglais, danois et français.

### Carrière politique
Engagée en politique au sein du parti Liste des femmes (Samtök um kvennalista) à partir de 1982, elle est conseillère municipale de Reykjavik de 1982 à 1988 et député à l'Althing de 1991 à 1994.
En 1994, elle est élue maire de la capitale, à la tête d'une liste de quatre partis, et demeure en fonction jusqu'en 2003.
En 2005, elle est élue dirigeante du parti social-démocrate Alliance. Après les élections législatives de mai 2007, l'Alliance s'associe avec le Parti de l'indépendance pour former un nouveau gouvernement dirigé par le Premier ministre Geir Haarde. Ingibjörg Gísladóttir est nommée ministre des Affaires étrangères. À la suite de la « révolution des casseroles », le gouvernement démissionne en janvier 2009. Peu après, elle quitte la direction de son parti où elle est remplacée par Jóhanna Sigurðardóttir, qui devient Première ministre.
Du 19 juillet 2017 à 2020, elle est directrice du Bureau des institutions démocratiques et des droits de l'Homme qui dépend de l'Organisation pour la sécurité et la coopération en Europe (OSCE).